# Hyenville
Hyenville település Franciaországban, Manche megyében. Lakosainak száma 349 fő (2018. január 1.). Hyenville Hérenguerville, Montchaton, Montmartin-sur-Mer, Orval-sur-Sienne és Quettreville-sur-Sienne községekkel határos.

## Népesség
A település népességének változása:
| Lakosok száma | 219  | 220  | 236  | 243  | 269  | 326  | 315  | 332  | 348  | 349  |
|               | 1962 | 1968 | 1982 | 1990 | 1999 | 2008 | 2011 | 2013 | 2017 | 2018 |